# Eyes Wide Open (álbum de Twice)
Eyes Wide Open es el segundo álbum de estudio coreano del grupo femenino Twice y cuarto de su discografía general. Fue lanzado el 26 de octubre de 2020 por JYP Entertainment, junto a su sencillo principal titulado «I Can't Stop Me».

## Antecedentes
El 5 de agosto de 2020, el medio surcoreano Sports Chosun anunció de forma exclusiva que Twice tendría su regreso, tras cuatro meses desde su miniálbum More & More, sin confirmar aún que tipo de producción sería. Ese  mismo día, JYP Entertainment reaccionó al anuncio ratificando la información e informó que «es correcto que estamos preparando un nuevo álbum y les informaremos cuando se confirme el calendario detallado».
El 25 de septiembre, la compañía discográfica anunció que Twice había terminado de filmar el vídeo musical del sencillo que acompañará a su próximo álbum.
El 6 de octubre, mientras preparaban la conmemoración de su quinto aniversario, a celebrarse el 20 de octubre, con la publicación de vídeos especiales y saludos de agradecimiento dedicados para sus fans, se anunció oficialmente que su regreso sería el 26 de octubre, esta vez con su segundo álbum de estudio tras Twicetagram (2017), y que el título del nuevo álbum sería Eyes Wide Open. El regreso viene acompañado de una campaña titulada Twice of October, donde se informa una completa calendarización de actividades asociadas tanto a la celebración del aniversario como al lanzamiento del nuevo álbum.
Se informó que el álbum será lanzado en tres versiones físicas: Story, Style y Retro. Las tres versiones incluyen, además del disco, photobooks, tarjetas de mensajes, stickers, pósteres, photocards, fotos polaroids exclusivas solo para 90 álbumes especiales, entre otras.
El 10 de octubre, JYP Entertainment reveló la lista de canciones del nuevo álbum, confirmando que contendrá 13 canciones, donde destaca la participación de varias de las miembros de Twice como autoras de diversas pistas, además de la participación de la cantante británica Dua Lipa como una de las compositoras musicales de la canción «Behind the Mask».
El 11 de octubre, Twice reveló sus primeras fotos teasers grupales como parte de la promoción del disco, presentando dos estilos diferentes para dos de las versiones del álbum, Story y Style.
Del 12 al 20 de octubre, se revelaron vídeos conceptuales de cada una de las miembros. El 23 de octubre se liberó un vídeo de la sesión fotográfica para el álbum.

## Lista de canciones
| CD / Descarga digital |                   |                          |                                                                                  |                                                                                  |          |  |
| N.º                   | Título            | Letras                   | Música                                                                           | Arreglo                                                                          | Duración |  |
| 1.                    | «I Can't Stop Me» | J.Y. Park, Shim Eun-ji   | Melanie Joy Fontana, Michel 'Lindgren' Schulz, A Wright                          | Lindgren                                                                         | 3:25     |  |
| 2.                    | «Hell In Heaven»  | Shim Eun-ji, Lee Hae-sol | Shim Eun-ji, Lee Hae-sol, Linnea Sodahl                                          | Shim Eun-ji, Lee Hae-sol                                                         | 2:59     |  |
| 3.                    | «Up No More»      | Jihyo                    | Lee Woo-min "collapsedone", Julis Ross, Krysta Youngs                            | Lee Woo-min "collapsedone"                                                       | 3:34     |  |
| 4.                    | «Do What We Like» | Sana                     | Rod Radwagon, Grace Barker, Josh Record                                          | Rod Radwagon, Grace Barker, Josh Record                                          | 2:59     |  |
| 5.                    | «Bring It Back»   | Dahyun                   | earattack, highway, Laurell Barker, Katya Edwards                                | earattack, highway                                                               | 3:28     |  |
| 6.                    | «Believer»        | Kenzie                   | Kenzie, Greg Bonnick, Hayden Chapman, Alice Penrose                              | Kenzie, LDN Noise, Alice Penrose                                                 | 3:16     |  |
| 7.                    | «Queen»           | Dahyun                   | JINBYJIN, Cazzi Opeia, Ellen Berg                                                | JINBYJIN                                                                         | 3:13     |  |
| 8.                    | «Go Hard»         | FRIDAY (Galactika*)      | Grace Tither, Carl Ryden, Ki Firzgerald, Paul Harris                             | Grace Tither, Carl Ryden, Ki Firzgerald, Paul Harris                             | 3:01     |  |
| 9.                    | «Shot Clock»      | Kim Yeon-seo             | Jonatan Gusmark, Ludvig Evers, Kim Yeon-seo, Cazzi Opeia, Ellen Berg             | Moonshine                                                                        | 3:29     |  |
| 10.                   | «Handle It»       | Chaeyoung                | Adrian X, Elizabeth Loughrey, Ryan Ashley, Uzoechi Emenike, Armadillo            | Armadillo                                                                        | 2:51     |  |
| 11.                   | «Depend On You»   | Nayeon                   | Candace Sosa, Jordan "DJ Swivel" Young, Sean R Mullen, James Kaye Miller, OranJi | Candace Sosa, Jordan "DJ Swivel" Young, Sean R Mullen, James Kaye Miller, OranJi | 3:18     |  |
| 12.                   | «Say Something»   | Jeong Ho-hyun (e.one)    | Jeong Ho-hyun (e.one)                                                            | Jeong Ho-hyun (e.one)                                                            | 4:07     |  |
| 13.                   | «Behind the Mask» | Heize                    | Sam Klempner, Jacob Attwooll, Josh Record, Dua Lipa                              | Sam Klempner, Jacob Attwooll                                                     | 3:38     |  |
| 43:18                 |                   |                          |                                                                                  |                                                                                  |          |  |

## Reconocimientos

### Listados
| Publicación         | Lista                                                             | Ranking  | Ref.   |
| ------------------- | ----------------------------------------------------------------- | -------- | ------ |
| Billboard           | The 10 Best K-Pop Albums of 2020: Critics' Picks                  | 6.º      | [ 13 ] |
| Idolator            | The 70 Best Pop Albums Of 2020                                    | 41.º     | [ 14 ] |
| Koreaboo            | The 20 Best K-Pop Albums Of 2020                                  | 2.º      | [ 15 ] |
| Offcultured         | The Best K-Pop Albums Of 2020                                     | Incluida | [ 16 ] |
| Rolling Stone India | 10 Best K-pop Albums of 2020                                      | 2.º      | [ 17 ] |
| Time                | The Songs and Albums That Defined K-Pop's Monumental Year in 2020 | Incluida | [ 18 ] |

## Posicionamiento en listas
| Lista (2020)                                     | Mejor posición |
| ------------------------------------------------ | -------------- |
| Bélgica (Ultratop Flanders)                      | 176            |
| Corea del Sur (Gaon Album Chart)                 | 2              |
| Estados Unidos (Billboard 200)                   | 72             |
| Estados Unidos (Billboard Top Tastemaker Albums) | 9              |
| Estados Unidos (Billboard World Albums)          | 2              |
| Finlandia (Suomen virallinen lista)              | 41             |
| Hungría (MAHASZ)                                 | 40             |
| Japón (Oricon Album Chart)                       | 3              |
| Reino Unido (OCC)                                | 37             |
| Suecia (Sverigetopplistan)                       | 16             |

| Lista (2020)                     | Mejor posición |
| -------------------------------- | -------------- |
| Corea del Sur (Gaon Album Chart) | 18             |
| Japón (Oricon Album Chart)       | 44             |

## Historial de lanzamiento
| Región | Fecha                 | Formato                         | Distribuidora     | Ref.   |
| ------ | --------------------- | ------------------------------- | ----------------- | ------ |
| Varios | 26 de octubre de 2020 | CD, Descarga digital, streaming | JYP Entertainment | [ 31 ] |